# Истомин, Сергей Евгеньевич
Сергей Евгеньевич Истомин (25 июля 1961 — 28 марта 2018) — российский тяжелоатлет-паралимпиец. Бронзовый призёр чемпионата мира (1996), чемпион Европы (1996) и вице-чемпион Европы, двенадцатикратный чемпион и рекордсмен России по пауэрлифтингу среди инвалидов. Член паралимпийской сборной России по жиму штанги лежа. Финалист Паралимпийских игр в Сиднее и Афинах (2000, 2004).

## Биография
Сергей Истомин родился 25 июля 1961 года. В юности увлекался хоккеем; играл за клуб «Спартак-Москва», где из-за невысокого роста и крепкого телосложения получил прозвище «Колобок». После службы в армии занялся тяжёлой атлетикой. Был пятикратным чемпионом Москвы, становился призёром чемпионатов СССР.
В начале 1990-х работал инкассатором. 23 июля 1993 года стал жертвой нападения грабителей, которые ворвались к нему домой и под пытками требовали раскрыть маршрут движения инкассаторского автомобиля. Истомин отказался, и грабители выбросили его с девятого этажа. Истомин выжил, но полностью лишился обеих ног. Перенёс около 20 операций и четыре клинические смерти.
После увечья некоторое время злоупотреблял алкоголем, пытался совершить самоубийство, но потом вернулся в спорт. В 1995 году стал чемпионом Москвы по жиму лёжа среди инвалидов. В 1996 году стал чемпионом Европы по пауэрлифтингу среди инвалидов. В 1999-м установил три рекорда на чемпионате Европы. В 2000 году принял участие в паралимпийских играх в Сиднее, а в 2004-м — в Афинах. Оба раза доходил до финала соревнований, занял 8-е и 10-е место соответственно. В 2007 году получил травму, которая не позволила принять участие на паралимпийских играх 2008 года. После операции и курса лечения вернулся к спорту. Работал тренером по тяжёлой атлетике.
Увлекался альпинизмом. Участник восхождения на Эльбрус (1997), участник восхождения на Форосский Кант (отвесная 400-метровая скала в Крыму). Занимался благотворительной деятельностью: в составе эстрадно-цирковой труппы выступал с силовыми номерами в приютах, детских колониях и больницах, где лежали тяжелобольные люди. В 2006 году об Истомине был снят документальный фильм «Судьба».
Скончался 28 марта 2018 года.

## Награды и звания
- Мастер спорта СССР по тяжелой атлетике.
- Лауреат премии «Галерея российской спортивной славы»
- Лауреат международной премии имени Алексея Маресьева «За волю к жизни»
- Премия Островского